# Jüdischer Friedhof (Beverungen)

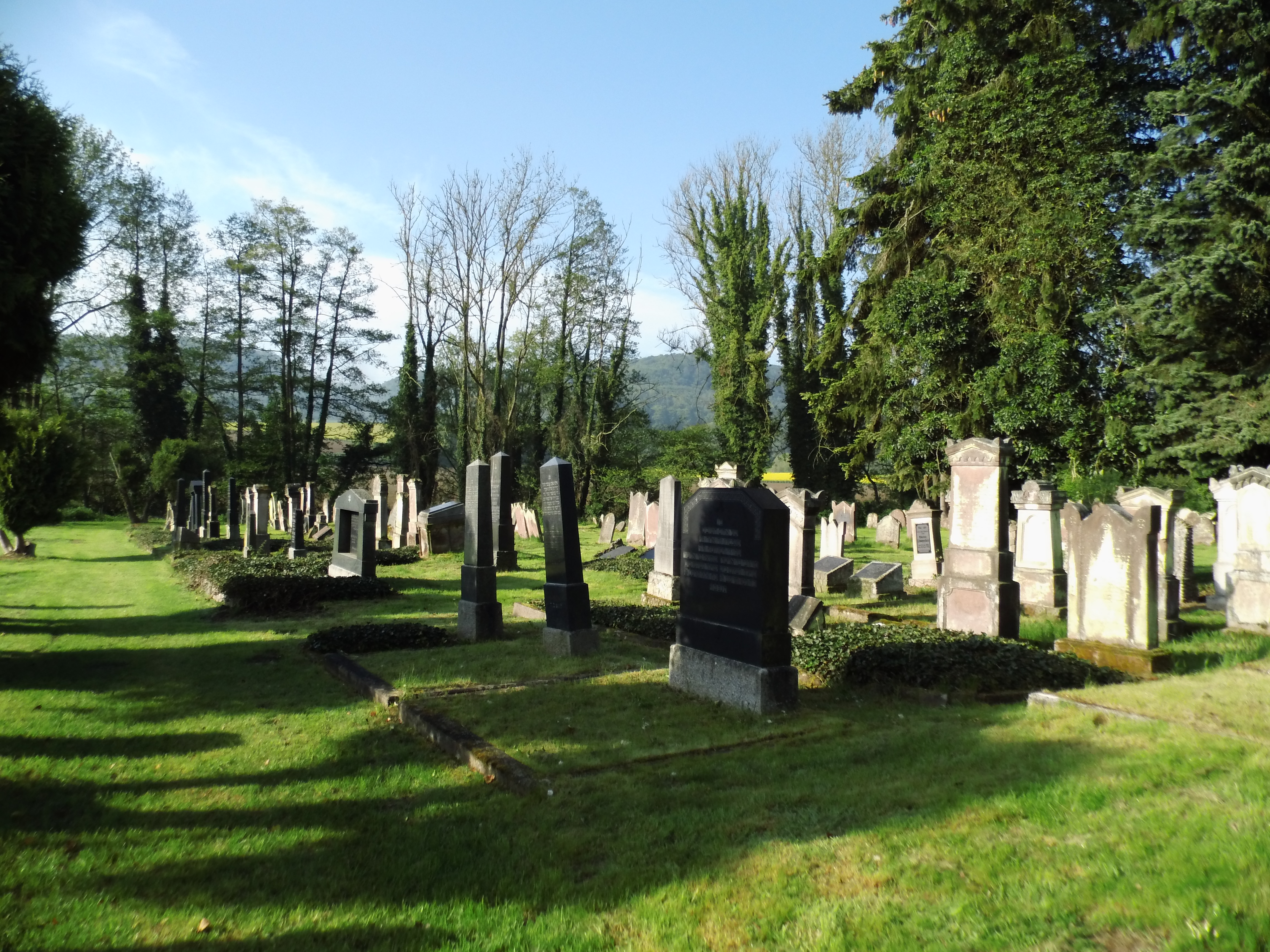
Jüdischer Friedhof

Der Jüdische Friedhof Beverungen  befindet sich in der Stadt Beverungen im Kreis Höxter in Nordrhein-Westfalen. Als jüdischer Friedhof ist er ein Baudenkmal.
Auf dem Friedhof, der an der Dalhauser Straße/B 241 liegt, sind 200 Grabsteine erhalten.

## Geschichte
Der Friedhof wurde wohl von vor 1730 bis 1961 belegt. In den Jahren 1862, 1864 und 1870 wurde er erweitert, in den Jahren 1884 und 1887 wurde wieder verkleinert. Im Jahr 1924 wurde der Friedhof geschändet.